# Prahlad Jani
Prahalad Jani nato Chunriwala Mataji e noto come Mataji (Charada, 13 agosto 1929 – Charada, 26 maggio 2020) è stato un mistico indiano.
Jani, contro ogni evidenza biologica, sostiene di aver vissuto senza cibo e acqua dal 1940 alla morte, in virtù di particolari poteri conferitigli dalla dea indù Amba. Come per altri brethariani non esiste alcuna prova di tali affermazioni.
Sottoposto a dei test da un team guidato da Sudhir Shah, tali test sono per la comunità scientifica privi di alcun valore.

## Biografia
Chunriwala Mataji cresce a Charod in provincia di Mehsana. Secondo quanto afferma lo stesso Jani, egli ha lasciato la sua casa nel Rajasthan, all'età di sette anni, andando a vivere nella giungla. Ha vissuto asceticamente in una grotta per gran parte della vita ed è stato venerato come un santo dalla popolazione locale che lo chiamava rispettosamente "Mataji".
All'età di 11 anni, Jani avrebbe vissuto un'esperienza mistico-religiosa e diventa un seguace della dea indù Amba. Da questo momento, comincia a vestirsi con gli abiti femminili tipici delle devote di Amba, indossando un abito rosso tipo sari, gioielli e fiori cremisi tra i suoi capelli, lunghi fino alle spalle. Jani è comunemente conosciuto come Mataji ("[una manifestazione di ] La Grande Madre"). Jani ritiene che la dea gli fornisce un nutrimento liquido o acqua, che scende attraverso un foro nel suo palato, permettendogli di vivere senza cibo o acqua.
Dal 1970, Jani ha vissuto da eremita in una grotta nella foresta vicino al tempio Gujarati di Ambaji, svegliandosi tutti i giorni alle 4 del mattino e trascorrendo la maggior parte del suo tempo a meditare.

## Presunte indagini e studi
Due studi di osservazione sono stati condotti su Jani, uno nel 2003 e uno nel 2010, coinvolgendo in ambedue i casi il Dottor Sudhir Shah, neurologo presso l'Ospedale Sterling di Ahmedabad, in India, che studia le persone che hanno apparentemente abilità spirituali eccezionali. Nel 2010, lo studio è stato supervisionato dal Dottor G Ilavazhagan dell'Indian Defence Institute of Physiology and Allied Sciences (DIPAS), un'ala dell'organizzazione di ricerca e sviluppo della difesa. In entrambi i casi i ricercatori, a dispetto di ogni legge biologica hanno confermato la capacità di Jani di sopravvivere sano senza cibo e acqua durante i periodi di osservazione, anche se nessuna delle indagini condotte da Shah riguardo a questo argomento è stata mai pubblicata e/o discussa su una rivista scientifica. Quando è stato interrogato durante i primi sei giorni dell'esperimento 2010, il portavoce DRDO ha annunciato che i risultati dello studio sarebbero "riservati",.
Lo scopo dello studio, durato 10 giorni nel 2003 e 15 nel 2010, consisteva nel cercare di capire come fosse possibile per un essere umano vivere senza alimentazione, con la finalità di estendere queste conoscenze e capacità, una volta eventualmente apprese, in campo militare e spaziale.

### Test del 2003
Nel 2003, Sudhir Shah e gli altri medici dello Sterling Hospital di Ahmedabad (India) hanno voluto osservare e studiare Jani per dieci giorni. Ha dormito in una stanza sigillata e gli sono stati forniti 100 ml d'acqua da utilizzare come collutorio ogni giorno. I medici dichiarano che l'asceta non ha né urinato, né defecato durante il periodo di osservazione, ma che all'interno della sua vescica si è formata dell'urina. Un portavoce dell'ospedale ha detto che Jani è fisicamente normale, ma ha osservato anche che ha un buco nel palato, il che è una condizione anomala (buco attraverso cui Jani sostiene di essere nutrito dalla Dea Madre). Il fatto che il peso di Jani sia calato un po' durante i 10 giorni ha gettato qualche dubbio sulla sua pretesa di poter vivere all'infinito senza cibo.

### Test del 2010
Dal 22 aprile al 6 maggio 2010, Prahlad Jani è stato nuovamente osservato e testato da Sudhir Shah e da un team di 35 ricercatori dell'Indian Defence Institute of Physiology and Allied Sciences (DIPAS). Il direttore di DIPAS ha dichiarato che i risultati delle osservazioni potrebbero offrire "un enorme vantaggio all'umanità", così come a "soldati, vittime di calamità e astronauti", e tutti coloro che possono o devono sopravvivere senza cibo o acqua per lunghi periodi. I test sono stati ancora una volta condotti allo Sterling Hospital. Il professor Anil Gupta di SRISTI, coinvolto nel monitoraggio delle prove, ha descritto il team come "incuriosito" dal processo attraverso cui Jani sembra controllare le funzioni fisiologiche del suo corpo.
Dopo quindici giorni di osservazione durante il quale Prahlad Jani non avrebbe mangiato, bevuto o evacuato, tutti i test medici lo hanno segnalato come normale e in perfetta salute ed i ricercatori lo descrivono come un essere in migliore salute rispetto ai suoi coetanei. Basandosi sui livelli di leptina e grelina misurati su Jani, due ormoni dell'appetito correlati fra loro, i ricercatori del DRDO concludono che Jani può essere la dimostrazione di una forma estrema di adattamento a restrizioni di fame e acqua.

#### La valenza non scientifica dei test di Sudhir Shah
La comunità scientifica ritiene privi di valore tali studi osservando che, anche se le persone possono sopravvivere per giorni senza cibo e acqua, è impossibile che lo facciano per anni. I test condotti da Shah infatti non erano rigorosi e l'asceta non era sempre controllato 24 ore su 24 ed è quindi plausibile che abbia mangiato e bevuto quando non osservato
Il Dr. Michael Van Rooyen, direttore della Harvard Humanitarian Initiative, ha respinto i risultati dell'osservazione come "impossibili", osservando che i corpi di persone profondamente malnutriti consumano rapidamente le risorse del proprio corpo, con conseguente insufficienza epatica, tachicardia e tensioni cardiache. Un portavoce della American Dietetic Association ha osservato che il corpo umano potrebbe sopravvivere con sola acqua, anche se non sano, ma senza aspettarsi che assimili vitamine e minerali senza l'ingestione di cibo. Anche il nutrizionista ricercatore Peter Clifton nega ogni valenza ai risultati dello studio. Ha accusato il gruppo di ricerca di "imbrogliare", consentendo a Jani di fare i gargarismi e fare il bagno, affermando che un uomo di peso medio, sarebbe morto dopo "15 - 20 giorni" senza acqua. "Le persone che si astengono da cibo e acqua per emulare delle figure mistiche spesso muoiono". Sanal Edamaruku classifica l'esperimento come una farsa per consentire a Jani di emergere sotto l'occhio delle telecamere della CCTV, affermando che le riprese video mostravano che a Jani è stato permesso di ricevere devoti e di lasciare la stanza sigillata di prova per prendere il sole. Edamaruku ha anche dichiarato che le attività di balneazione e gargarismi non sono state sufficientemente controllate, e che gli è stato negato l'accesso al sito in cui sono state condotte le prove sia nel 2003, che nel 2010. Egli accusa Jani di avere "protettori influenti" responsabili del rifiuto verso di lui di prendere visione al progetto durante gli esperimenti, pur essendo stati invitati a partecipare al test durante una trasmissione televisiva in diretta. È da segnalare che l'Indian Rationalist Association ha denunciato il caso come una bufala, affermando che durante i test i devoti di Jani gli avrebbero fornito piccole quantità di cibo di nascosto.
Come riportato da DNA, nel settembre 2010 medici provenienti da Austria e Germania si sono offerti di mettere Jani sotto controllo medico, ancora una volta per valutare le sue capacità. "Anche scienziati dagli Usa si sono offerti di venire e partecipare alla ricerca.", ha dichiarato il dottor Sudhir Shah.
Quando successivamente intervistato da DNA, Jani ha detto che sarebbe disposto a collaborare per ulteriori indagini.

## Televisione e apparizioni video
Nel 2010, la Independent Television Network (ITN) ha pubblicato un articolo e un video su Prahlad Jani, commentando le presunte prove del 2010. Nel 2010 Prahlad Jani è stato descritto in un documentario austriaco "Am Anfang war das Licht" (in principio era la luce). In Italia la trasmissione Voyager vi ha dedicato una puntata nello stesso anno.